# Спурий Фурий Медуллин Фуз (консул 464 года до н. э.)
Спурий Фурий Медуллин Фуз (лат. Spurius Furius Medullinus Fusius; V век до н. э.) — римский военачальник и политический деятель из патрицианского рода Фуриев.
Спурий Фурий был братом Публия Фурия Медуллина Фуза, консула 472 года до н. э. Он стал консулом в 464 году вместе с Авлом Постумием Альбом Регилленом и вёл на этой должности войны с эквами. В 453 году до н. э., когда умер от чумы консул Секст Квинтилий Вар, Спурий Фурий был выбран консулом-суффектом.